# Хотел Мило
Бивши фашистички затвор тзв. „Хотел Мило” представља здање које се за ову сврху користило у току Другог светског рата, од октобра 1941. до фебруара 1942.

## Историја
Најзначајнија акција великог хапшења са којом и започиње довођење ухапшеника у овај окупаторски истражни затвор у Бечеју  и околини, почела је октобра 1941. године, после формирања 5. жандармеријског иследног пододсека у Новом Саду, који је био удружен са органима шпијунаже и контрашпијунаже. Након крвавих догађаја, рацијом у Старом Бечеју, 29. јануара 1942, истребљењем свих елемената опасних по његов опстанак и режим, злогласни затвор постепено се гаси. Званично престаје са радом 20. фебруара 1942. 
У овој једноспратној згради су после рата биле службене просторије СУП-а, а затим и спомен музеј.